# 葉俊傑
葉俊傑（Ip Chun Kit，1992年3月24日—），生於香港，香港職業籃球運動員，司職控球後衛，曾效力香港甲一籃球聯賽球隊滿貫。

## 籃球生涯
葉俊傑生於香港，出身自籃球世家姐姐和哥哥均同屬籃球中人，中學就讀拔萃男書院後來於2011年轉讀遵理學校（荃灣），於2007年於NIKE League榮獲最有價值球員及助攻王，2011年12月21日，遵理學校（荃灣）在全港學界精英籃球賽迎戰拔萃男書院，隊長葉俊傑面對舊校在臨完場前14秒把握到對手失誤攻入致勝球協助遵理學校41–40勝出，他於2012年加盟福建不過表現不是太理想於是在2015年改穿0號球衣給自己新動力重新開始，2017年3月20日，葉俊傑放棄投考紀律部隊加盟全港首支職業籃球隊東方龍獅，亦有隨隊出戰東南亞職業籃球聯賽。 2018年9月以26歲之齡重返校園，在香港珠海學院進修。同月，轉投綠戰士滿貫。

## 教練生涯
2014年7月，葉俊傑榮升籃球學校老闆，合夥人還有亞洲大學生籃球錦標賽隊友李頌民及現時東方隊友陳兆榮，讓籃球新血接受較專業的系統訓練，革新學界訓練模式。

## 外部連結
- 葉俊傑在Eurobasket.com（球員）（英语）
- 葉俊傑在RealGM（英语）